# پل نیگلی
پل نیگلی ، زمین‌شناس و بلورشناس اهل سوییس است که در سال ۱۲۶۶ خورشیدی در زوفینگن متولد شد.